# Malena Pichot

Malena Pichot là một diễn viên hài, nữ diễn viên và nhà biên kịch nổi tiếng người Argentina.

Malena "Male" Pichot (sinh ngày 6 tháng 7 năm 1982) là một diễn viên hài, nữ diễn viên và nhà biên kịch nổi tiếng người Argentina.

## Tiểu sử
Cô là anh em họ của huyền thoại bóng bầu dục Argentina Agustín Pichot.
Pichot đã trở nên nổi tiếng vào năm 2008, khi cô tải một video lên YouTube sau khi chia tay với bạn trai của mình, có tựa đề La Loca de Mierda (tạm dịch là "Người phụ nữ điên khùng"). Sau khi một loạt video La Loca de Mierda hài hước trên YouTube được hàng triệu người xem, MTV Latin America đã thuê Pichot để phát video của mình trên trang web của mình.
Sau khi trở thành người nổi tiếng trên Internet, Pichot đã giới thiệu chương trình độc lập Concheta pero con gracia (tạm dịch là "điệu nhưng duyên dáng",) và đã biểu diễn cùng Ezequiel Campa trong chương trình hài kịch độc lập Campa-Pichot từ năm 2010
Năm 2011, Pichot tham gia cùng dàn diễn viên El hombre de tu vida, một bộ phim hài của Argentina được tạo ra bởi Juan José Campanella được phát sóng ở Telefe.
Vào năm 2012, Pichot đã có phân đoạn hài kịch phác thảo của riêng mình trong chương trình Duro de domar của Canal 9, được gọi là Cualca!, trên YouTube.
Vào năm 2013, cô đã tạo và diễn xuất trong hai bộ phim khác: Jorge, một bộ phim dài 8 tập trên TV Publica và Por ahora, một bộ phim dài 13 tập trên Cosmopolitan TV.
Năm 2018, Pichot đã có một chương trình đặc biệt, Estupidez Compleja (Total Stupness), phát sóng trên Netflix. Chương trình nói về nữ quyền và văn hóa Argentina.